# Martine Allain-Regnault
Pour les articles homonymes, voir Allain et Regnault.
Martine Allain-Regnault, née le 2 mars 1937 à Abbeville (Somme) et morte le 8 octobre 2022 à Paris, est une journaliste française de presse écrite et de télévision, spécialiste des questions médicales ainsi qu'une productrice et animatrice de télévision.

## Biographie

### Famille et formation
Martine Christiane Marie Josèphe Regnault, naît le 2 mars 1937 à Abbeville du mariage de Pierre Regnault, ingénieur, et de Anne-Marie Verlé. Elle passe son enfance dans plusieurs villes de France au gré des déplacements de son père, employé de la SNCF.
Après des études secondaires à l'école Notre-Dame de Saint-Quentin, puis à Paris au cours Bossuet, à l'institution Saint-Louis et au lycée Lamartine, elle poursuit des études supérieures à la faculté des sciences de l'université Paris-Sorbonne. Elle obtient une licence en sciences biologiques, puis réalise des études supérieures en physiologie, avant d'effectuer un travail de recherche sur l'alcoolisation des rats.
Divorcée de Francis Allain, elle est la mère d'une fille, Marie-Charlotte.

### Carrière
Elle commence sa carrière dans la presse écrite. De 1962 à 1990, elle est journaliste scientifique pour le magazine Sciences et Avenir, responsable de la rubrique Biologie, médecine et sciences naturelles.
Parallèlement, elle est journaliste au quotidien Le Monde autour des questions médicales.
Elle est ensuite grande reporter santé sur Antenne 2 de 1977 à 1987  puis sur TF1 entre 1987 et 1992.
Sur TF1, elle produit et présente l'émission Viva la vie avec Philippe Risoli durant la saison 1988-1989. Elle co-produit et co-présente l'émission Télé calories avec Frédéric Lepage.
Durant cette période, elle anime plusieurs émissions événementielles autour de la santé publique (SIDA, cancer…)[Lesquelles ?] co-initiées par Dominique Cantien, directrice des programmes de l'époque.
Dans les années 1980-1990, elle devient la spécialiste Santé des médias. Elle noue ainsi un lien de proximité avec les téléspectateurs, faisant part de ses propres problèmes de poids au milieu des années 1990.
Elle participe quelquefois au Téléthon[réf. nécessaire].
Elle présente Savoir plus santé sur France 2 avec François de Closets de 1992 à 2004 et avec Laurent Broomhead de 2000 à 2004.

### Postes officiels
Le 19 janvier 1973, par arrêté du ministère de la Santé publique, Martine Allain-Regnault « est nommée membre de la commission de terminologie en remplacement de Mme le docteur Escoffier-Lambiotte ».
Le 23 février 1984, par arrêté du ministre de l'Industrie et de la recherche, elle est « nommée membre de la commission interdisciplinaire pour l’information scientifique et sa diffusion du Comité national de la recherche scientifique, en remplacement de M. Lacouture (Jean), démissionnaire ».
Le 9 mars 2002, par arrêté de la ministre de l'emploi et de la solidarité et du ministre délégué à la santé, elle est nommée « membre du comité d'orientation des actions de promotion de l'information médicale et médico-économique en qualité de personne qualifiée, désignée en raison de sa compétence en matière de communication et d'information en santé ».

### Mort
Elle meurt le 8 octobre 2022 à l'âge de 85 ans à Paris puis est inhumée à Audresselles, « le village de son enfance »,.

## Récompenses
L’émission Savoir plus santé qu'elle co-présente, reçoit en 1997 le 7 d'or du meilleur magazine de la culture et de la connaissance.
En 2002, le reportage Les petites chirurgies qui changent la vie de l'émission Savoir plus santé, obtient la troisième place du Telefilmed, Festival international des émissions médicales.

## Publications
- Martine Allain, Un enfant vient de naître, problèmes d'hérédité, Paris, Editions Hachette, 1965, 127 p. (ASIN B0046HRL6O)
- Yves Agnès, Martine Allain-Regnault et Marc Rendu-Ambroise, L'élection présidentielle de mai 1974 : après la mort de Georges Pompidou, Paris, Le Monde, dossiers et documents, 1974, 144 p. (ASIN B007UPREL6)
- Martine Allain-Regnault, Marie-José Durieux et Philippe Simenot, Objectif cœur : Peut-on éviter les maladies cardio-vasculaires, Paris, Seghers, 1977, 159 p. (ISBN 2747003965).
- Martine Allain-Regnault et Valérie-Anne Giscard d'Estaing, Télé Calories recettes, Paris, TF1 Editions, 1991 (ISBN 9782877610254)
- Martine Allain-Regnault, Télé-calories La Bible des régimes, Paris, Le livre de poche, 1993, 381 p. (ISBN 978-2-253-06280-6)